# فیتیک اسید
فیتیک اسید به (به انگلیسی: Phytic acid) یا هگزوفسفات اینوزیتول ترکیب آلی است که در بسیاری از مواد غذایی گیاهی یافت می‌شود، از جمله در ذرت، گندم، برنج، عدس، سویا و به مقدار زیاد در غلات و بقولات.

## کارکرد
این ترکیب در سال ۱۹۰۳ کشف شد. این ترکیب ذخیرهٔ اصلی فسفر در گیاهان و به‌ویژه در بذرها و سبوس گندم است.
اسید فیتیک یک استر دی هیدروژن فسفات شش لایه اینوزیتول (به‌طور خاص از ایزومر میو) است که به آن اینوزیتول هگزاکیس‌فسفات (IP6) یا پلی فسفات اینوزیتول نیز گفته می‌شود. در pH فیزیولوژیکی، فسفات‌ها تا حدی یونیزه می‌شوند و در نتیجه آنیون فیتات ایجاد می‌شود.
آنیون فیتات (میو) بی‌رنگ است که به عنوان شکل اصلی ذخیرهٔ فسفر در بسیاری از بافت‌های گیاهی، به ویژه سبوس و دانه‌ها، نقش غذایی قابل توجهی دارد. همچنین در بسیاری از حبوبات و غلات وجود دارد. اسید فیتیک و فیتات میل ترکیبی زیادی به مواد مغذی معدنی، کلسیم، آهن و روی دارند و مانع جذب آن‌ها می‌شوند.
پلی فسفات‌های اینوزیتول پایین، استرهای اینوزیتول با کمتر از شش فسفات مانند اینوزیتول پنتا- (IP5)، تترا- (IP4) و تری فسفات (IP3) هستند. این موارد در طبیعت به شکل کاتابولیت اسید فیتیک اتفاق می‌افتد.